# Nikolaos Skiathitis
Nikolaos Skiathitis (grekiska: Νικόλαος Σκιαθίτης), född 11 september 1981 i Volos i Magnesien, är en grekisk före detta roddare. Han tog en bronsmedalj i lättvikts-dubbelsculler vid olympiska sommarspelen 2004 i Aten tillsammans med Vasileios Polymeros.